# گورستان باستانی دزد دره
گورستان باستانی دزد دره مربوط به هزاره اول قبل از میلاد است و در شهرستان سیاهکل، بخش دیلمان، دهستان دیلمان شرقی، روستای خرم رود واقع شده و این اثر در تاریخ ۲۷ اسفند ۱۳۸۶ با شمارهٔ ثبت ۲۲۵۲۱ به‌عنوان یکی از آثار ملی ایران به ثبت رسیده‌است.